# Alberto Dahik
Alberto William Dahik Garzozi (Guayaquil,  27 de agosto de 1953) es un político y economista ecuatoriano de origen libanés. Fue Vicepresidente del Ecuador del 10 de agosto de 1992 al 11 de octubre de 1995, cuando huyó del país para evitar una orden de captura en su contra que había sido emitida por la Corte Suprema de Justicia como resultado de una investigación a Dahik por malversación de fondos.
Actualmente, se desempeña como Director del Centro de Estudios Económicos y Sociales para el Desarrollo (CESDE), de la Universidad de Especialidades Espíritu Santo.

## Biografía
Dahik inició sus estudios en el Colegio Salesiano Cristóbal Colón de Guayaquil durante la primaria y secundaria, luego estudió en la Universidad de Western Ontario, donde se graduó en Economía y Matemáticas puras. Posteriormente, realizó una maestría de Economía en la Universidad de Princeton. Desde inicios de los años 80, Dahik ocupó importantes cargos en campos de Política Económica y Monetaria. En el gobierno de León Febres-Cordero Ribadeneyra (1984-1988) fue asesor económico presidencial y ministro de Finanzas (1985-1987). Desde 1987 se afilió al Partido Conservador Ecuatoriano, del que fue diputado (1988-1992), y posteriormente director general (1990-1992).

### Vicepresidencia de Ecuador
En 1992, haciendo binomio con Sixto Durán-Ballén, fue elegido vicepresidente de la República del Ecuador para el período 1992-1996. Como vicepresidente en la administración de Sixto, Dahik fue responsable de las políticas económicas, y estableció mecanismos para sostener la economía en épocas de la Guerra con Perú y el Fenómeno del Niño.
A mediados de 1995, el Congreso Nacional inició un juicio político en su contra por malversación de fondos, mientras la Corte Suprema de Justicia inició un juicio paralelo por el mismo delito. El 10 de octubre del mismo año, el presidente de la Corte Suprema de Justicia, Carlos Solórzano Constantine, emitió una orden de arresto en su contra y en contra de Alejandra Pozo una amiga de Dahik. Al enterarse del hecho, Dahik escapó del país en una avioneta de fumigación donde viajó escondido sin conocimiento del piloto de la aeronave. De forma paralela, la policía inició un operativo en que 20 000 uniformados participaron para intentar capturarlo. El 12 de octubre, el presidente Durán Ballén anunció en un mensaje nacional por televisión que el cargo de vicepresidente se encontraba vacante.
Dahik obtuvo asilo político en Costa Rica.

### Vida posterior
En marzo de 2005, el presidente de la Corte de Justicia ecuatoriana de aquel entonces, Guillermo Castro Dager, declaró la nulidad del juicio penal que se seguía en su contra.
Posteriormente, en enero de 2012, el juez Hernán Ulloa anuló un nuevo proceso penal.